# 福島民報
福島民報（ふくしまみんぽう）は、福島県の地方新聞。福島県福島市に本社を置く株式会社福島民報社が発行している。
毎日新聞社と協力関係にある。

## 概要
1892年（明治25年）2月17日、福島県須賀川市で開かれた自由民権運動指導者河野広中が率いる福島自由党の幹部会の席上、幹部の平島松尾が党機関紙の発行を訴え、同年8月1日、創刊号が発行された。以降、「福島民報」の題字を貫いている。福島県の自由党は、選挙運動への妨害に対抗するため機関紙の必要性に迫られていたためで、自由党の主張に沿う報道を繰り広げた。初代社長は小笠原貞信。その後、政党の離合集散の中で、大正・昭和初期には政友会系の性格を強めた。戦後、政党機関紙からの脱却を宣言した。現存する福島県の新聞で自由党の機関紙として誕生した新聞は福島民報が唯一である。
共同通信社、時事通信社の双方に加盟、1面と社会面のトップ記事はともに通信社配信記事に頼らず、自社記事の掲載率が他県の県紙より高いことが特徴。地方版は毎日17個面あり、地域に密着した紙面作りを特徴としている。また、中日新聞（東京新聞含む）や伊勢新聞などと同様に、記事中の数字表記が漢数字表記中心の数少ない新聞であったが、2022年9月13日付から、記事中の漢数字を洋数字表記に切り替えた。
福島市にJRA福島競馬場があることから、エリア内の競合紙・福島民友と同様に地方紙には珍しく競馬専門の記者が居り、近年は株主である福島テレビのエキサイティング競馬で解説を行っている。また春の福島開催の際には、リステッド競走として「福島民報杯」も行われる。
一連の原発事故報道が評価され2012年度の日本新聞協会賞（編集「企画部門）を受賞した。2014年度には編集「企画」部門で「『原発事故関連死』不条理の連鎖」と題したキャンペーン、経営・業務部門で「『復興大使』派遣事業」の2部門で新聞協会賞を受けた。

## 所在地

### 本社
福島市太田町13-17

### 印刷センター
福島市佐倉下字二本榎前10-5
毎日新聞首都圏センター・福島工場内
2019年小沢工業団地内に移転
二本松市小沢字原115-3

### 郡山本社
郡山市桑野2-37-24
以前は郡山総支社と称していた。営業関係の部署を郡山へ集約し郡山本社となった。

### 支社
東京・大阪・仙台・いわき・会津若松・白河・伊達・南相馬・須賀川・喜多方・二本松

### 支局
飯坂・川俣・本宮・石川・棚倉・田村・猪苗代・会津坂下・会津美里・南会津・勿来・小名浜・富岡・浪江・相馬
東日本大震災の地震と原発事故の影響により勿来・富岡・浪江各支局が被災したため、勿来支局はいわき市勿来町内に暫定社屋を設置、富岡支局は郡山市、浪江支局は福島市のそれぞれの本社内に暫定的に機能を移転していた。2012年3月26日浪江支局は郡山本社内に移転、富岡支局はいわき支社内に移転。

### 地域版
県北版・郡山版・県南版・会津版・いわき版・相双版

## 沿革
- 1892年（明治25年）- 自由党の機関紙として創刊。
- 1915年（大正4年）- 最新型の輪転機を導入。
- 1941年（昭和16年）- 新聞統制により、一県一紙体制に。福島県唯一の新聞となる。
- 1950年（昭和25年）- 政党機関紙からの「脱却」宣言。
- 1960年（昭和35年）- 福島市栄町に新社屋完成。
- 1977年（昭和52年）- 福島市太田町に新社屋を完成。オフセット輪転機による印刷開始。紙齢3万号（8月12日）。
- 1981年（昭和56年）- 発行部数25万部。ニュース写真のフルカラー印刷を開始。
- 1989年（平成元年）- 電子編集システムを導入。福島民報出版文化賞特別大賞に「会津藩家世実紀」。
- 1992年（平成4年）- 創刊100周年。各種記念事業を実施。8月には発行部数30万部を記録。
- 1995年（平成7年）- 新印刷工場完成。
- 1997年（平成9年）- 小針美雄を取締役会で解任。新社長に斎藤範幸。
- 1998年（平成10年）- 斎藤範幸が病死。新社長に花田勉が就任。
- 1999年（平成11年）- 新聞製作の新システム導入。ホームページ開設。
- 2000年（平成12年）- 夕刊の発行を廃止。i-mode版ホームページ「i-minpo」と公式プロバイダ「@minpo」スタート。
- 2001年（平成13年）- 須賀川市で開催された「うつくしま未来博」で「誕生日新聞サービス」「電子号外発行サービス」を展示。
- 2002年（平成14年）- 福島市、喜多方市など市町村の情報を毎週配信するメルマガ「ふるさとメール」開始。
- 2003年（平成15年）- CD－ROM縮刷版発売。
- 2004年（平成16年）- 福島で初スチューデントシティに協賛社として出店。
- 2005年（平成17年）- ふくしま駅伝CD－ROM発売。
- 2007年（平成19年）- 伝次郎クラブ会員募集開始。携帯電話向けサイトをリニューアル。auとソフトバンクモバイルに対応し3キャリア対応とする。
- 2008年（平成20年）- 新しい新聞製作システムを導入。
- 2009年（平成21年）- 3月29日午後11時20分ごろ本社ビル5階から出火。広告局の机などが焼けた。この火事で男性警備員1名が煙を吸って病院に搬送された（軽傷）。10月18日、創刊115周年記念事業として開成山野外音楽堂で「風とロックFES福島」開催。箭内道彦、山口隆（サンボマスター）ら首都圏で活動する福島県出身アーティストが出演。
- 2010年（平成22年）- 有料携帯電話ニュースサービス「NEWSmart（ニュースマート）」に参加。
- 2011年（平成23年）- 3月11日、東北地方太平洋沖地震で印刷機が一部損傷したため、16ページに減らして発行。津波で勿来支局が床上浸水、小名浜支局の車両が流されて喪失（小名浜支局長はいわき・ら・ら・ミュウの2階に避難して難を逃れる）。3月12日、県と国から避難指示が出されたため、富岡支局は川内村、浪江支局は南相馬市へ避難。3月13日、twitterで被災者向け生活情報の配信開始。11月25日、 下野新聞社と緊急時の新聞発行に関する相互支援協定を締結。
- 2012年（平成24年）- 福島市の本社に仮移転していた浪江支局を郡山本社に移転。郡山本社に仮移転していた富岡支局をいわき支社に移転。代表取締役社長に高橋雅行が就任。一連の原発事故報道が評価され日本新聞協会賞（編集「企画部門）を受賞。
- 2014年（平成26年）-「『原発事故関連死』不条理の連鎖」と題したキャンペーンで日本新聞協会賞編集「企画」部門、「『復興大使』派遣事業」で新聞協会賞経営・業務部門を受けた。
- 2017年（平成29年）- 購入型クラウドファンディングサイト「フレフレふくしま応援団」の運営開始。
- 2018年（平成30年）- 二本松市・小沢工業団地に新しい印刷センターが稼働。
- 2023年 (令和5年) - 7月1日から購読料を月極め3,700円、1部売り160円に値上げ。同日に定期購読者向けの電子新聞「民報オンライン新聞」サービスを開始。定期購読者は無料で利用可能。さらに追加料金を払えば記事の保存などの機能が追加される。
- 2025年 (令和7年) - 5月12日からオンライン新聞のアプリ版限定で「おくやみ速報」をスタート。紙の宅配新聞での公開に先立ち、前日の夜に「おくやみ」を閲覧できる。同日に「オンライン限定プラン」を料金プランに追加した。紙の宅配新聞契約をせずにオンライン新聞のすべての機能を月額3700円で利用できる。

## 紙面

### 4コママンガ
- 「ゴンちゃん」（かまちよしろう）

### ラテ欄
番組表10段に対して広告5段。
最終面
- フルサイズ
  - NHK福島総合、NHK福島Eテレ、福島テレビ、テレビユー福島、福島中央テレビ、福島放送、NHK BS、BSP4K

地上デジタル放送(地デジ)の完全移行が東日本大震災の影響で2012年3月31日まで延期になった為、福島県内における完全移行まで各放送局ごとのカットには、デジタルのリモコンキーIDを大きく掲載するだけでなく、アナログ放送のチャンネルも放送局名の下に掲載されていた。
- ハーフサイズ
  - 仙台民放4局
    - TBCテレビ、仙台放送、ミヤギテレビ、東日本放送

  - 在京キー局
    - 日本テレビ、TBSテレビ、フジテレビ、テレビ朝日、テレビ東京

中面
- フルサイズ
  - ラジオ福島 - 周波数（本局・中継局含む）、ホームページアドレス、メールアドレス、ツイッターアカウント、radikoアドレスも併記されている。東日本大震災当時、rfcは震災報道特番を集中編成したため、縦書きゴシックの1行文字で「ラジオ福島災害報道特別番組」とだけ掲載したことがある。
- ハーフサイズ
  - NHKラジオ第一、第二、NHK-FM
  - ふくしまFM
  - Date fm
  - ラジオNIKKEI
  - 深夜放送
    - TBSラジオ、ニッポン放送、文化放送

  - 衛星放送
    - 在京キー局系衛星放送
    - WOWOWプライム

  - NHK Eテレ（サブチャンネル=023ch）

2012年3月31日まで、福島県とBSアナログ局の番組表にGコードが記載されていた。ステレオ放送は、番組表内の文字表記（略記号）で［立］と表記されている。立体音声の略と思われるが、この表記は全国でも福島民報と沖縄タイムスのみである。
かつてはテレビ欄に山形放送や新潟放送の番組表が掲載されていた。ちなみに、このテレビ欄中段には郡山市の百貨店・うすい百貨店の広告が大きな催事やセールに関わらず毎日掲載されていた。2012年1月時点で仙台民放はキーIDもアナログのチャンネルも記載されていない。

### スポーツ欄
日本プロ野球・Jリーグの出場メンバー成績の登録名は、文字幅調節を行わず、3文字以内に略している。

### 連載小説
- はなとゆめ(冲方丁)

過去の連載小説
- 天地人(火坂雅志)
- 親鸞(五木寛之)
- キノの旅(時雨沢恵一) - 毎週日曜日発行の別刷り「みんぽうジュニア新聞」に連載。

### デジタルサービス
- 福島民報オンライン新聞 - 福島民報の紙面をスマートフォンなどの画面に表示する紙面ビューアータイプの電子版。
- 福島民報データベース - 2002（平成14）年4月1日以降の記事と紙面を、キーワードまたは掲載日で検索できる。

### 縮刷版
1か月分をA4サイズに縮小した一冊の書籍を発行していたが、2003年に終了し、それ以降CD縮刷版を発行している。2009年にはDVD縮刷版も選択できるようになった。2023年に過去の記事や紙面をパソコンやスマートフォンで検索・閲覧できる「福島民報データベース」がスタートしたため、翌2024年3月号をもってCD・DVD縮刷版は廃刊した。

## 福島県域新聞社の提携関係
|          | 福島民報                  | 福島民友       |
| -------- | ------------------------- | -------------- |
| 発行会社 | 福島民報社                | 福島民友新聞   |
| 全国紙   | 毎日新聞                  | 読売新聞       |
| ラジオ局 | ラジオ福島                |                |
| テレビ局 | 福島テレビ テレビユー福島 | 福島中央テレビ |
| Jリーグ  | 福島ユナイテッドFC        | いわきFC       |

## 備考
イメージキャラクター
- 伝次郎